# Лаура Орсини
Лаура Орсини (на италиански: Laura Orsini; 30 ноември 1492, Рим, Папска държава; † 1530, пак там) е италианска благородничка, господарка на Карбоняно, вероятна папска дъщеря.

## Произход
Тя е единствена дъщеря на Джулия Фарнезе, сестра на кардинал Алесандро Фарнезе (бъдещ папа Павел III). Бащата вероятно е любовникът на Джулия папа Александър VI Борджия, въпреки че той никога не припознава Лаура, нито се грижи за нея, както за другите си деца. Лаура е обявена за дъщеря на законния съпруг на майка си – Орсино Орсини, който ѝ дава своята фамилия, но самата Джулия по-късно заявява, че Лаура е дъщеря на папа Александър VI. Въпросът за бащинството на Лаура обаче остава отворен, тъй като истинността на изявлението на Джулия, което може да е било направено, за да повиши перспективите за брак на Лаура, не е потвърдена.

## Биография
На 2 април 1499 г. в Палацо Фарнезе Лаура е обещана за съпруга на Федерико Фарнезе, син на Раймондо Фарнезе и племенник на Пиер Паоло Фарнезе. Впоследствие обещанието е анулирано и на 16 ноември 1505 г. тя се омъжва за Никола Франчоти Дела Ровере със зестра от 30 000 дуката. Нейният съпруг е племенник на папа Юлий II, който иска бракът да подготви помирението с Орсини. Двамата имат две деца: Джулио дела Ровере (починал около 1550 г.) и Лавиния дела Ровере (ок. 1521 – 26 юли 1601 г.), която се омъжва за Паоло Орсини ди Ментана.
От законния си баща Лаура наследява феода Карбоняно, предаден първо на сина ѝ, а след смъртта му без потомство, на дъщеря ѝ.
Умира в Рим през 1530 г., на около 38-годишна възраст.